# 黃澤小沙丁魚
黃澤小沙丁魚，又稱黃小沙丁魚、黃小砂丁，俗名青鱗仔，為輻鰭魚綱鯡形目鯡科的其中一種。

## 分布
本魚分布於印度西太平洋區，包括東印度洋、印尼、澳洲西部、日本南部、台灣等海域。

## 深度
水深0~20公尺。

## 特徵
本魚體延長，腹緣側扁，脂性眼瞼發達，幾完全覆蓋住眼睛。口小，前位；上下頜約等長；上頜骨末端達眼前緣下方，體被細薄圓鱗，極易脫落；鱗片上之垂直條紋僅有最後1條之中央部位不中斷；背鰭和臀鰭基部有發達之鱗鞘；胸鰭和腹鰭基部具腋鱗1片；尾鰭基部有2顯著長的鱗片，稜鱗尖銳。胸鰭上緣無暗色條紋。背鰭位於體中部前方，具軟條17~18枚；臀鰭位於體之後半部，具軟條16~18，腹鰭鰭條9枚，尾鰭深叉。標準體長為頭長之3.77倍，頭長為眼徑之3.93倍。鰓孔後有一不顯著金黃色點，其後有一條不顯著之金黃色側帶。胸鰭淡黃；餘鰭淡色。體長可達20公分。

## 生態
為沿海常見的中上層小型魚類。有集群洄游之習性，並有強烈之趨光性。攝食矽藻和小型甲殼類。春季生殖，群游性，常雜於其他同科魚群中，活動力強。

## 經濟利用
為產量高的高經濟價值魚類，主要漁期在夏秋之間，唯肉腥，適宜曬成魚乾或罐頭。